# バイバイ (佐香智久の曲)
「バイバイ」は、佐香智久の6枚目のシングル。2013年7月17日にSME Recordsから発売された。

## 概要
前作｢僕たちの歌｣から約5ヶ月ぶりのリリースとなる2013年2作目のシングル。｢バイバイ｣のPVには｢もんす｣というオリジナルキャラクターが登場する。この｢もんす｣は後にグッズ化された。

## 収録曲
1. バイバイ [5:22]
作詞:佐香智久･Tomoyuki Ogawa/作曲:Tomoyuki Ogawa
  - 舞台『タンブリング vol.4 』挿入歌。
2. 恋模様 [4:34]
作詞･作曲:佐香智久
3. 君がいるから [5:17]
作詞:Tomoyuki Ogawa/作曲:佐香智久･Tomoyuki Ogawa
4. バイバイ (INSTRUMENTAL)
5. 恋模様 (INSTRUMENTAL)
6. 君がいるから (INSTRUMENTAL)